# Leptogyra inconspicua
Leptogyra inconspicua är en snäckart som beskrevs av Bush 1897. Leptogyra inconspicua ingår i släktet Leptogyra och familjen Skeneidae. Inga underarter finns listade i Catalogue of Life.